# Pete Nance
Pete Lucas Nance (Akron, 19 de fevereiro de 2000) é um jogador norte-americano de basquete profissional que atualmente joga pelo Milwaukee Bucks da National Basketball Association (NBA) e pelo Wisconsin Herd da G-League.
Ele jogou basquete universitário em Universidade do Noroeste e na Universidade da Carolina do Norte.

## Carreira no ensino médio
Nance jogou na Revere High School. Em sua última temporada, Nance tinha 2,08 metros de altura e pesava 93 quilos. Naquele ano, ele levou a Revere ao seu primeiro título distrital e foi nomeado Jogador do Ano da Divisão II de Ohio. Em 29 de junho de 2017, Nance se comprometeu a jogar pela Universidade do Noroeste a partir da temporada de 2018-19. Nance era um recruta de quatro estrelas e o recruta mais bem classificado na história da universidade. A Scout.com o classificou como o 83º melhor jogador geral e o 19º melhor ala-pivô do país. Enquanto isso, o 247Sports o classificou em 64º lugar geral.

## Carreira universitária

### Northwestern
Em seu primeiro jogo regular da temporada de basquete universitário, Nance marcou três pontos e deu uma assistência em uma vitória contra New Orleans. Nance conquistou sua primeira titularidade universitária em uma derrota por 80-60 para Michigan. Ele teve médias de 8,5 pontos e 6,0 rebotes em seu segundo ano. Em seu terceiro ano, Nance teve médias de 11,1 pontos, 6,8 rebotes e 1,8 assistências.
Em sua última temporada, Nance teve médias de 14,6 pontos e 6,5 rebotes. Após se testar no draft da NBA de 2022, Nance acabou retornando à faculdade e transferindo-se para Universidade da Carolina do Norte.

### Carolina do Norte

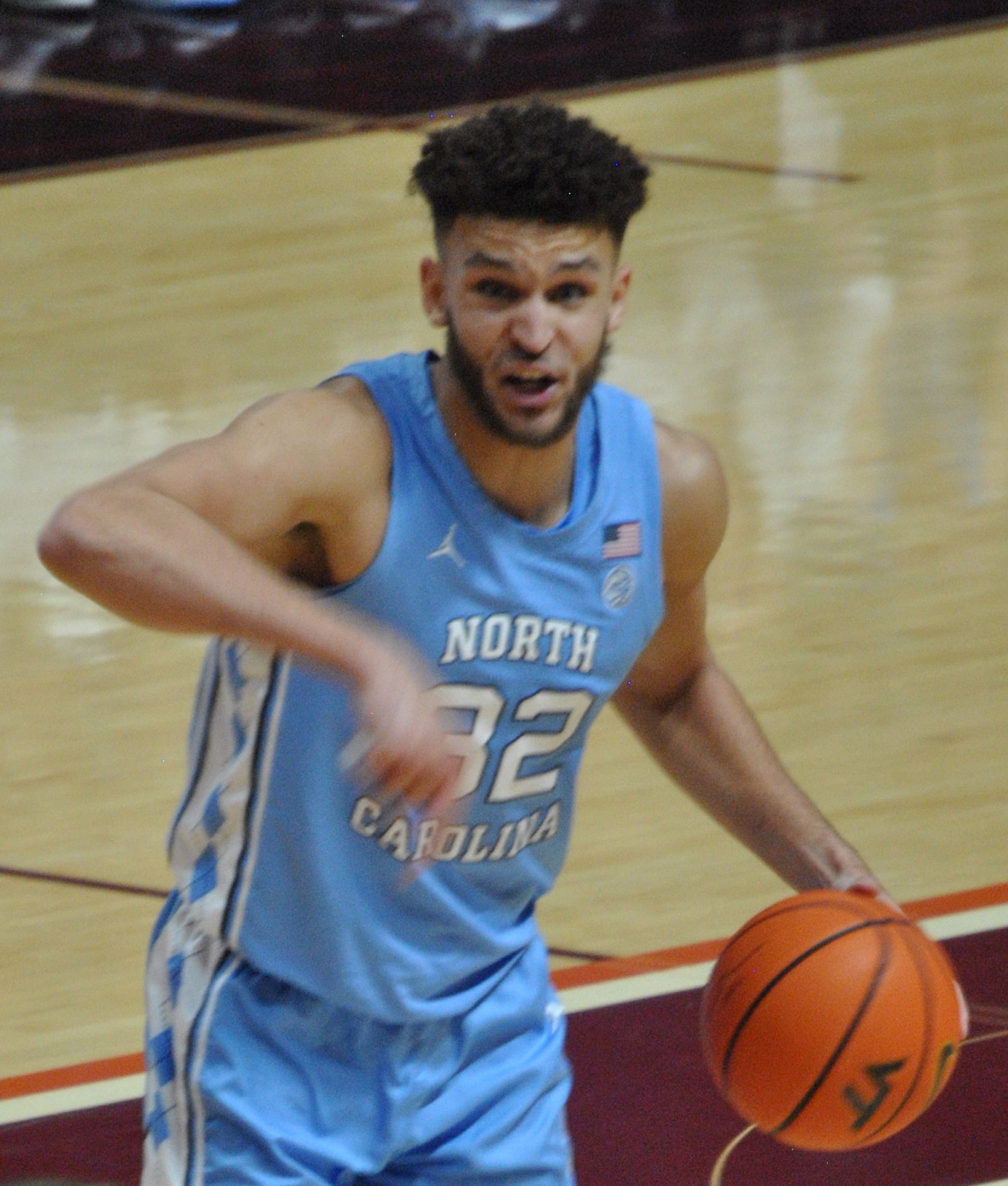
Nance na Carolina do Norte em 2022

Nance transferiu-se para Carolina do Norte para jogar em sua quinta temporada universitária, juntando-se a uma equipe que havia sido vice-campeã nacional na temporada anterior. Ele foi capaz de ingressar na equipe devido a uma regra da NCAA concedendo a todos os estudantes-atletas um ano extra de elegibilidade devido à pandemia de COVID-19 que interrompeu os esportes no final da temporada de 2019-20. Agravado por uma lesão nas costas que o manteve fora de alguns jogos, Nance foi titular em todas as 30 partidas em que jogou e teve médias de 10 pontos e 6 rebotes, e acertou 42% dos arremessos de quadra em sua única temporada em Chapel Hill.
Após não ser selecionado no draft da NBA de 2023, Nance participou da Summer League de 2023 com o Cleveland Cavaliers. Posteriormente, em 13 de setembro de 2023, ele fechou um acordo com os Cavaliers. Infelizmente, ele foi dispensado em 21 de outubro, mas pouco depois, assinou com o Cleveland Charge da G League.
Em 18 de janeiro de 2024, Nance assinou um contrato de 10 dias com o Cleveland Cavaliers, tornando-se o terceiro membro da família Nance a jogar pelos Cavaliers (após seu pai Larry e seu irmão Larry Nance Jr.). Em 30 de janeiro, ele retornou ao Cleveland Charge e em 19 de fevereiro, assinou um contrato de duas vias com os Cavaliers.

## Carreira Profissional

### Cleveland Cavaliers / Charge (2023–2024)
Após não ser selecionado no draft da NBA de 2023, Nance juntou-se ao Cleveland Cavaliers para a Summer League de 2023 e, em 13 de setembro de 2023, assinou com os Cavaliers. No entanto, ele foi dispensado em 21 de outubro e, uma semana depois, assinou com o Cleveland Charge da G-League.
Em 18 de janeiro de 2024, Nance assinou um contrato de 10 dias com os Cavaliers, tornando-se o terceiro membro da família Nance a jogar pelos Cavaliers (após seu pai Larry e seu irmão Larry Jr.). Em 30 de janeiro, ele retornou ao Cleveland Charge e, em 19 de fevereiro, assinou um contrato de duas vias com os Cavaliers.
Em 24 de setembro de 2024, Nance assinou um contrato padrão com os Cavaliers, mas foi dispensado em 19 de outubro. Sete dias depois, ele voltou ao Charge.

### Philadelphia 76ers / Delaware Blue Coats / Retorno ao Charge (2024–2025)
Em 3 de dezembro de 2024, Nance assinou um contrato de duas vias com o Philadelphia 76ers. No entanto, ele foi dispensado em 7 de janeiro de 2025 e, três dias depois, Nance retornou ao Cleveland Charge. Em 14 de janeiro, ele assinou outro contrato de duas vias com o Philadelphia.
Em 6 de fevereiro de 2025, Nance foi dispensado como parte da troca por Jared Butler.

### Milwaukee Bucks (2025–Presente)
Em 28 de fevereiro de 2025, Nance assinou um contrato de duas vias com o Milwaukee Bucks.

## Estatísticas de carreira

### NBA

#### Temporada regular
| Ano      | Equipe       | PJ | PT  | MPJ | AP   | 3P    | LL   | RT  | AS | BR | TO | PPJ |
| -------- | ------------ | -- | --- | --- | ---- | ----- | ---- | --- | -- | -- | -- | --- |
| 2023–24  | Cleveland    | 8  | 0   | 3.4 | .167 | 1.000 | .000 | .4  | .0 | .1 | .0 | .4  |
| 2024–25  | Philadelphia | 7  | 0   | 9.8 | .333 | .333  | .500 | 1.4 | .4 | .1 | .0 | 2.1 |
| Carreira | Carreira     | 15 | 104 | 6.6 | .250 | .666  | .250 | .8  | .2 | .1 | .0 | 1.2 |

### Universitário
| Ano      | Equipe         | PJ  | PT  | MPJ  | AP   | 3P   | LL   | RT  | AS  | BR | TO  | PPJ  |
| -------- | -------------- | --- | --- | ---- | ---- | ---- | ---- | --- | --- | -- | --- | ---- |
| 2018–19  | Northwestern   | 23  | 1   | 13.9 | .347 | .263 | .417 | 1.7 | .8  | .3 | .3  | 2.9  |
| 2019–20  | Northwestern   | 30  | 20  | 26.2 | .400 | .297 | .686 | 6.0 | 1.6 | .3 | 1.0 | 8.5  |
| 2020–21  | Northwestern   | 24  | 23  | 27.7 | .495 | .364 | .784 | 6.8 | 1.8 | .6 | .7  | 11.1 |
| 2021–22  | Northwestern   | 30  | 30  | 27.2 | .497 | .452 | .768 | 6.5 | 2.7 | .3 | 1.1 | 14.6 |
| 2022–23  | North Carolina | 30  | 30  | 30.2 | .422 | .320 | .816 | 6.0 | 1.7 | .3 | 1.1 | 10.0 |
| Carreira | Carreira       | 137 | 104 | 25.0 | .432 | .339 | .694 | 5.4 | 1.7 | .3 | .8  | 9.4  |

## Vida pessoal
Nance é filho de Larry Nance e irmão mais novo de Larry Nance Jr., ambos dos quais jogaram na National Basketball Association. Ele também tem uma irmã mais velha chamada Casey.